# Louis Hippolyte Leroy
Louis Hippolyte Leroy, o LeRoy (Parigi, 1763 – 1829), è stato un mercante francese, fondatore di una casa di moda a Parigi durante il Primo Impero francese.

## Biografia
Figlio di un macchinista dell'Opera di Parigi, dopo un apprendistato come parrucchiere all'Opera intraprese una carriera di parrucchiere presso la corte di Versailles.
Nel 1804, Leroy fornì l'abito per l'incoronazione dell'imperatrice Joséphine de Beauharnais, prima moglie di Napoleone Bonaparte. Secondo Arthur-Léon Imbert de Saint-Amand, "Leroy, che fino ad allora era stato solo un mercante di moda, aveva deciso, per l'occasione, di intraprendere l'attività di stilista e si era associato con Madame Raimbaud, famosa sarta dell'epoca". Leroy "non era un designer, ma aveva modelli perfettamente eseguiti fornitigli da vari artisti specializzati in questa forma di creatività, come Louis-Philibert Debucourt, Jean-Baptiste Isabey e Auguste Garneray".
Da allora Leroy diventò il fornitore ufficiale dell'imperatrice francese e di molte altre corti in Europa. In sei anni fatturò più della metà della somma di 1.500.000 franchi che Joséphine dedicava al suo guardaroba. Nel 1813, Joséphine doveva 152.000 franchi alla casa di moda di Hippolyte Leroy.